# Nappanee
Nappanee – miasto w Stanach Zjednoczonych, w stanie Indiana, w hrabstwie Elkhart.